# ناریمان صادق
ناریمان صادق (انگلیسی: Narriman Sadek) ملکه و همسر ملک فاروق، پادشاه مصر بود.

## درگذشت
وی در ۱۶ فوریه ۲۰۰۵ در بیمارستان دارالفواد، در حومه قاهره، مصر، پس از خونریزی مغزی درگذشت.